# Wang Nangxian
Wang Nangxian, född 1778, död 1797, var en kinesisk upprorsledare under Vita Lotus-upproret. 
Hon samlade anhängare omkring sig mot kejsarhuset genom att använda sig av religiösa argument och förklarade sig gudomlig. Kejsarhovet kallade henne "trollkvinnan Wang". Hon anförde tusentals soldater under sitt befäl mot den kejserliga armén under upproret, innan hon besegrades. Upproret slogs dock inte ned slutgiltigt förrän 1804.   